# 박승억
박승억(朴承億, 1885년 7월 ~ 1944년 9월 19일)은 대한제국과 일제강점기의 관료 겸 기업인으로, 평안남도 평양 출신이다.

## 생애
1906년 평양일어학교를 졸업했으며 1908년 2월 17일 평안남도 평양재무서 주사로 임명되었다. 한일 병합 조약 체결 이후인 1910년 10월 1일 평안북도 재무부 서기로 임명되었고 1911년 8월 16일부터 1913년 6월 30일까지 평안남도 평양부 서기, 1914년 3월 1일부터 1917년까지 평안남도 대동군 서기로 근무했다. 1912년 8월 1일 일본 정부로부터 한국병합기념장, 1915년 11월 10일 다이쇼대례기념장을 받았으며 1918년부터 1919년까지 평안남도 평양부 서기로 근무했다.
1920년 평안남도 진남포부 서기로 근무한 뒤 공직에서 물러났으며 나중에 평안남도 평양에서 양말공장 해동사(海東社)를 설립했다. 1925년 9월 조선불교단 평양지부 상담역으로 위촉되었고 1933년 3월 31일과 1936년 3월 31일, 1939년 3월 31일 세 차례에 걸쳐 평양상공회의소 의원으로 선출되었다. 1933년 7월 28일 《조선중앙일보》에 〈동양 1위를 점한 양장 공업의 전망〉을 기고했으며 1937년 7월 31일 평양시국간화회 실행위원을 역임했다. 1939년 5월 6일 평양상공회의소 상의원으로 선출되었고 1939년 5월 17일 평양메리야스공업조합 이사, 1939년 10월 평양화하(양말)동업조합(平壤靴下同業組合) 조합장을 역임했다.
1941년 1월 29일 평양상공회의소 부회두로 선출되었으며 1941년 5월 13일 조선섬유잡화원사(朝鮮纖維雜貨元卸)주식회사 취체역을 역임했다. 1941년 9월 조선임전보국단 평안남도 발기인으로 참여했고 1941년 12월 14일 태평양 전쟁 당시에 비행기 구입 자금 80,000원(이 가운데 60,000원은 일본 제국 해군에, 20,000원은 일본 제국 육군에 헌납했음)을 국방헌금으로 헌납했으며 1941년 12월 20일 매일신보 서평양지국이 주최하고 평양매일신문사의 후원으로 열린 미영격멸서평양대연설회(米英擊滅西平壤大演說會)에 참석하여 〈대동아 전쟁(태평양 전쟁)과 반도인(조선인)의 각오〉라는 주제로 강연을 열었다.
1942년 3월 17일 조선메리야스공업조합연합회(朝鮮莫大小工業組合聯合會, 조선막대소공업조합연합회) 이사를 역임했으며 1942년 4월 사단법인 조선직물협회 이사로 추대되었다. 1943년 5월 22일 평안남도 평양부 부회의원으로 선출되었고 1943년 9월 조선메리야스공업주식회사 취체역을 역임했다. 민족문제연구소의 친일인명사전 수록자 명단의 경제 부문에 포함되었다.

## 참고 자료
- 민족문제연구소 (2009). 〈박승억〉. 《친일인명사전 2 (ㅂ ~ ㅇ)》. 서울. 36쪽.